# Wolf Benjámin
Wolf Benjámin vagy Benjámin Zév (Krakkó, ? – Gyulafehérvár?, 1777) erdélyi országos főrabbi. 1764 és 1777 közt töltötte be ezt a tisztséget, mint Gyulafehérvár rabbija. Krakkói születésű volt. Valószínűleg személye azonos Wolf Benjámin nagymagyari rabbival, aki szintén Krakkóból származott. 